# Liste der Bodendenkmale in Vorwerk (Niedersachsen)
In der Liste der Bodendenkmale in Vorwerk sind alle Bodendenkmale der niedersächsischen Gemeinde Vorwerk (Niedersachsen) aufgelistet. Die Quelle ist der Denkmalatlas Niedersachsen. 
Der Stand der Liste ist der 1. Dezember 2024.
Allgemein

Vorwerk im Landkreis Rotenburg (Wümme)

In den Spalten finden sich folgende Informationen des Bodendenkmales:
Lagegeographische Koordinaten
BezeichnungBezeichnung lt. Denkmalatlas
BeschreibungBeschreibung lt. Denkmalatlas
IDObjekt-ID
BildBild, ggf. zusätzlich mit Link zu weiteren Fotos im Medienarchiv Wikimedia Commons.

## Buchholz
| Lage                       | Bezeichnung            | Beschreibung | ID       | Bild |
| -------------------------- | ---------------------- | --- | -------- | ---- |
| 53° 10′ 16″ N, 9° 5′ 29″ O | Buchholz 39, Grabhügel | Durchmesser ca. 12 m und Höhe ca. 1,2 m. Annähernd rund. Gelände nach Westen weiter fallend. Einkuhlungen, besonders tief im südwestlichen Bereich. Von West nach Ost breite Rückespur. | 28974625 | BW   |

### Buchholz 7
- ID:28973735
- Gruppe von vier Grabhügeln. Dm. 8,5 – 13 m, H. 0,3 – 1,1 m.

| Lage                      | Bezeichnung | Beschreibung | ID       | Bild |
| ------------------------- | ----------- | --- | -------- | ---- |
| 53° 10′ 15″ N, 9° 6′ 8″ O | Buchholz 7  | Durchmesser ca. 12 m und Höhe ca. 0,3 m. Annähernd rund. Gelände nach Südosten weiter schwach fallend. Ränder fließend auslaufend, im Osten durch Fahrspur in Nord-Süd-Richtung beschädigt. | 28973749 | BW   |
| 53° 10′ 13″ N, 9° 6′ 4″ O | Buchholz 8  | Durchmesser ca. 8,5 – 9 m und Höhe ca. 0,45 m. Rund. Flach, breit; Rand schwach abgesetzt. 1 m nördlich der Mitte Störung durch umgestürzten Baum.                                          | 28973750 | BW   |
| 53° 10′ 14″ N, 9° 6′ 2″ O | Buchholz 9  | Durchmesser ca. 11 m und Höhe ca. 0,7 m. Rund. Rand schwach, aber deutlich abgesetzt; im Südosten und Westen leicht beschädigt und ungleichmäßig verformt. Rückespur.                       | 28973751 | BW   |
| 53° 10′ 15″ N, 9° 6′ 3″ O | Buchholz 10 | Durchmesser ca. 13 m und Höhe ca. 1,1 m. Rand deutlich abgesetzt, im Westen durch Planierarbeiten beschädigt.                                                                               | 28974613 | BW   |

### Buchholz 14
- ID:28974614
- Gruppe von ehemals fünf Grabhügeln, von denen drei mit Dm. 13 – 18 m und H. 0,9 – 1 m erhalten sind.

| Lage                       | Bezeichnung | Beschreibung | ID       | Bild |
| -------------------------- | ----------- | --- | -------- | ---- |
| 53° 10′ 10″ N, 9° 5′ 24″ O | Buchholz 14 | Durchmesser ca. 13 m und Höhe ca. 0,9 m, rund. In der Mitte Eingrabungsmulde.                                                              | 28974615 | BW   |
| 53° 10′ 7″ N, 9° 5′ 25″ O  | Buchholz 16 | Durchmesser ca. 18 m und Höhe ca. 1 m, Annähernd rund. Zentraler Kuppenbereich von ca 9 m Dm. abgetragen, jetzt eingetieft mit Eingrabung. | 28974490 | BW   |
| 53° 10′ 8″ N, 9° 5′ 27″ O  | Buchholz 17 | Durchmesser ca. 16 m und Höhe ca. 1 m. In der Mitte große Eingrabungsmulde mit ringförmig aufgeworfener Erde.                              | 28974491 | BW   |

## Dipshorn

### Dipshorn 1
- ID:28974618
- Gruppe von ehemals möglicherweise sechs Grabhügeln. Vier sind mit Dm. 11 – 16 m und H. 0,8 – 1 m erhalten.

| Lage                       | Bezeichnung | Beschreibung | ID       | Bild |
| -------------------------- | ----------- | --- | -------- | ---- |
| 53° 10′ 28″ N, 9° 6′ 59″ O | Dipshorn 1  | Durchmesser ca. 11 m und Höhe ca. 0,8 m. Annähernd rund. Im Süden vom Friedhofsgelände angeschnitten.                                     | 28973881 | BW   |
| 53° 10′ 29″ N, 9° 6′ 59″ O | Dipshorn 2  | Durchmesser ca. 16 m und Höhe ca. 1 m. Annähernd rund. Einkuhlungen.                                                                      | 28973886 | BW   |
| 53° 10′ 29″ N, 9° 7′ 1″ O  | Dipshorn 3  | Durchmesser ca. 13 m und Höhe ca. 1 m. Annähernd rund. Drei leichte Eindellungen auf der Kuppe. Am Ost-Rand alte Sandentnahme angrenzend. | 28973887 | BW   |
| 53° 10′ 29″ N, 9° 7′ 0″ O  | Dipshorn 4  | Durchmesser ca. 15 m und Höhe ca. 0,8 m, rundlich. Weite, flache Kuppenmulde.                                                             | 28974138 | BW   |

## Vorwerk

### Vorwerk 3
- ID:28973634
- Gruppe von ehemals sechs Grabhügeln. Davon einer durch Aufforstung zerstört.

| Lage                        | Bezeichnung | Beschreibung | ID       | Bild |
| --------------------------- | ----------- | --- | -------- | ---- |
| 53° 11′ 19″ N, 9° 10′ 36″ O | Vorwerk 3   | Durchmesser ca. 11,5 m und Höhe ca. 0,4 m. An Südwest-Seite durch Waldweg angeschnitten, Ost-Rand flach auslaufend, Nord-Rand kaum abgesetzt.                           | 28973731 | BW   |
| 53° 11′ 18″ N, 9° 10′ 35″ O | Vorwerk 4   | Durchmesser ca. 9,5 m und Höhe ca. 0,5 m. An Nordost-Seite durch Waldweg zu 1/3 angeschnitten, Südost-Rand abgesetzt.                                                   | 28973732 | BW   |
| 53° 11′ 18″ N, 9° 10′ 33″ O | Vorwerk 5   | Durchmesser ca. 11,5 m und Höhe ca. 0,5 m. Rand deutlich abgesetzt; an West-Seite angeschnitten.                                                                        | 28974362 | BW   |
| 53° 11′ 18″ N, 9° 10′ 31″ O | Vorwerk 6   | Durchmesser ca. 13 m und Höhe ca. 0,5 m. Bei Neuaufforstung abgeschoben, daher flach auslaufend und größerer Dm. Ebene Oberfläche, darin einige kinderkopfgroße Steine. | 28974363 | BW   |
| 53° 11′ 17″ N, 9° 10′ 36″ O | Vorwerk 8   | Durchmesser ca. 13,5 m und Höhe ca. 0,8 m. Rand deutlich abgesetzt, nach Südwest flach auslaufend. Westlich der Mitte fehlt Sand durch einen ausgerissenen Baumstubben. | 28974631 | BW   |